# Gabriel Antonio Espinosa
Gabriel Antonio «El Bayo» Espinosa Arrieta (Sincé, 2 de diciembre de 1955) es un jurista y político colombiano, que se desempeñó como Miembro de la Cámara de Representante de ese país.

## Biografía
Graduado de Jurisprudencia (abogado) en 1978 en la Universidad del Rosario, obtuvo el título de especialista en Derecho Administrativo en la misma universidad un año después. Inició su carrera como juez del municipio de San Pedro en 1980 y como asesor jurídico del Instituto Colombiano de Bienestar Familiar en Sucre hasta 1984.
Vinculado al Partido Liberal, fue Secretario Privado del Gobernador de Sucre en 1992 y ese mismo año tuvo la oportunidad de ejercer la gobernación de forma interina; en la gobernación de Sucre también se desempeñó como Secretario de Planeación y de Educación. En las elecciones regionales de 1994 fue elegido diputado departamental para el periodo 1995-1997 y en este último año ganó la Alcaldía de Sincé, su municipio natal, para el periodo 1998-2000.
En las elecciones legislativas de 2002 se postuló como segundo renglón de la finalmente elegida Representante a la Cámara Marta del Carmen Vergara, a quien sustituyó entre 2004 y 2006. En las elecciones legislativas de 2006 fue elegido para un nuevo periodo como Representante a la Cámara y en las elecciones legislativas de 2010 fue candidato al Senado de la República, sin éxito.
Su hijo Héctor Olimpo Espinosa también fue Alcalde de Sincé y Gobernador de Sucre, mientras que su hija Karina Espinosa se desempeñó como Senadora de Colombia.